# Metoa lata
Metoa lata là một loài tò vò trong họ Ichneumonidae.